# ラウラ・ミロシュ
ラウラ・ミロシュ（Laura Miloš、1994年10月20日 - ）は、クロアチアのバレーボール選手。ポジションはアウトサイドヒッター。クロアチア代表。

## 来歴
- クラブチーム

ポレッチ出身。2012年、OK Porečへ入団。2年間プレーし2012/13、2013/14シーズンの国内リーグはいずれも3位の成績だった。2014年、アメリカ合衆国のオーラル・ロバーツ大学へ進学し、4年間プレーし、2016年のNCAA女子バレーボール選手権ではベストサーバー部門でトップの活躍をみせた。2018年、ベルギーのCharleroi Volleyへ入団し、2018/19シーズンのベルギーリーグに出場した。2019年、フランスのSaint-Raphaël Var Volley-Ballへ移籍し、3年間プレーした。2022年、Levallois Paris Saint-Cloudへ移籍し、2022/23シーズンのフランスリーグでは3位となった。2023年5月、Béziers Volleyへの移籍が発表され、2023/24シーズンのフランスリーグでは6位となった。2024年5月、ポーランドのMOYAラドムカ・ラドムへの移籍が発表され、2024/25シーズンのタウロンリーガに出場している。
- 代表チーム

2013年、シニア代表に初選出され、同年の地中海競技大会でデビュー。2021年、代表復帰し、同年の欧州選手権に出場した。2022年、チャレンジャーカップに出場し優勝を果たした。同年9-10月の世界選手権に出場した。2023年、ネーションズリーグに出場した。

## 球歴
- 世界選手権 - 2022年
- 欧州選手権 - 2021年
- ネーションズリーグ - 2023年

## 所属クラブ
- OK Poreč（2012-2014年）
- オーラル・ロバーツ大学（2014-2018年）
- Charleroi Volley（2018-2019年）
- Saint-Raphaël Var Volley-Ball（2019-2022年）
- Levallois Paris Saint-Cloud（2022-2023年）
- Béziers Volley（2023-2024年）
- MOYAラドムカ・ラドム（2024-）